# San Pancrazio (Řím)
Bazilika San Pancrazio je římský kostel, založený v 6. století za hrabami Říma na Via Aurelia.

## Historie
Baziliku založil papež Symmachus (498–514) na místě lázně (lat. balneum), v níž byli křtěni první římští křesťané. V katakombách pod ní dala zbožná žena Ottavilla pohřbít tělo mučedníka svatého Pankráce. Bazilika byla upravována v 7. století za papeže Honoria I. a o století později na pokyn papeže Řehoře Velikého, který byl Pankrácovým ctitelem a nad jeho hrobem pronesl první kázání (homilii sv. Pankráce). Středověkou podobu chrámu dovršil Pietro Aragonský roku 1205.
V roce 1606 dal baziliku přestavět kardinál Ludovico Monreale, a na římse portálu hlavního vchodu dal vytesat své jméno a titul (LVDOVICUS CARD. S. MONTIS REGALIS). Papež Alexandr VII. (1655–1667) dal baziliku s přilehlým objektem do užívání řádu obutých karmelitánů.
Mezi kardinály - tituláře patřili mj. budoucí papežové Pavel IV. (15. leden – 24. září 1537), Klement VIII. (18. prosinec 1585 – 30. leden 1592) a Inocenc XII.
Roku 1854 byla bazilika prohlášena národním památníkem.

## Památky
- Fresky nad arkádou v presbytáři: vlevo svatý Diviš a svatý Pankrác, vpravo svatý Calepodius a svatý Pankrác, autor Antonia Tempesta (připsáno).
- Oltářní obraz svaté Terezie z Ávily namaloval Palma il Giovane.
- Sakristie: muzeum
- Rozsáhlé katakomby jsou přístupné ze sakristie, mají dvě oddělení (cubicula) se zbytky nástěnných maleb.

## Titulus S. Pancratii
- Ferdinando Pinzetta (1517–1527)
- Francesco Corsaro (1528–1534)
- Gian Pietro Carafa (1537)
- Federico Cesi (1545–1550)
- Juan Álvarez y Alva de Toledo (1551–1553)
- Miguel de Silva (1553)
- Giovanni Antonio Capizzuchi (1556–1562)
- Bernardo Navagero (1562)
- Stanislav Hosius (1562–1565)
- Simon de Nigro Pasca (1565)
- Tolomeo Galli (o Bartolomeo, o Gallo) (1565–1568)
- Giovanni Paolo della Chiesa (1568–1575)
- neobsazen (1575–1586)
- Ippolito Aldobrandini (1586–1592)
- Girolamo Mattei (1592–1603)
- Pietro Aldobrandini (1604–1605)
- Domenico Ginnasi (1605–1606)
- Ludovico de Torres (1606–1609)
- neobsazen (1609–1617)
- Gabriel Trejo y Paniagua (1617–1621)
- Cosimo de Torres (1623–1641)
- Gaspare Mattei (1643–1648)
- neobsazen (1648–1653)
- Francesco Maidalchini, jako diakonie (1653–1654)
- Carlo Gualterio, jako diakonie (1654–1667)
- Giacomo Franzoni (1670–1673)
- Pietro Vidoni (1673–1681)
- Antonio Pignatelli (1681–1691)
- Bandino Panciatichi (1691–1710)
- neobsazen (1710–1721)
- Damian Hugo Philipp von Schönborn (1721–1726)
- Vincenzo Lodovico Gotti, O.P. (1728–1738)
- neobsazen (1738–1743)
- Gioacchino Bessozzi, OCist. (1743–1744)
- Federico Marcello Lante Montefeltro della Rovere (1745–1753)
- Giuseppe Maria Feroni (1753–1764)
- neobsazen (1764–1824)
- Giovanni Battista Bussi (1824–1844)
- neobsazen (1844–1848)
- Carlo Vizzardelli (1848–1851)
- Clément Villecourt (1855–1867)
- Josip Mihalovic (1877–1891)
- Francesco Ricci-Paracciani (1891–1894)
- Achille Manara (1895–1906)
- Aristide Rinaldini (1907–1920)
- Giovanni Bonzano (1922–1924)
- Lorenzo Lauri (1927–1941)
- neobsazen (1941–1946)
- Carlos Carmello Vasconcellos Motta (1946–1982)
- José Alí Lebrún Moratinos (1983–2001)
- Antonio Cañizares Llovera (2006–)